# Gracia y el forastero (película)
 Gracia y el forastero es una película coproducción de Chile y Argentina de 1974, filmada en Eastmancolor y dirigida por Sergio Riesenberg según su propio guion basado en la novela homónima de  Guillermo Blanco que se estrenó en Chile el 12 de agosto de 1974 y que tuvo como actores principales a Enzo Viena, Jaime Azócar,  Soledad Silveyra y Jaime Celedón. La película se rodó en Algarrobo, Chile.

## La novela
Gracia y el forastero es una novela del escritor chileno Guillermo Blanco, publicada en 1964 que se ha convirtió en un clásico de la literatura de su país y en un fenómeno editorial, con más de ochenta ediciones.
En 1964 Guillermo Blanco ganó el premio Academia Chilena de la Lengua por esta novela, que es lectura obligatoria de octavo básico en numerosos colegios de Chile.

## Sinopsis
Un hombre acompañado por su hija Gracia llega a un pueblo donde reside un excompañero de colegio, un contador viudo que vive con su hijo en el campo porque quiere mantenerlo en contacto con la naturaleza y lejos de la contaminación de la ciudad. Un día llega al pueblo un excompañero de colegio del padre, con su hija Gracia. Los jóvenes se conocen y se enamoran. Los distintos valores de los padres hacen que sus caracteres choquen. En el ínterin aparece un novio que ha venido a verla desde la ciudad.

## Reparto
- Enzo Viena
- Jaime Azócar
- Soledad Silveyra
- Jaime Celedón
- Gustavo Rojo
- Leonardo Perucci
- Yoya Martínez
- Gloria Laso
- Domingo Tessier
- Ana María Román